# Urland
URLAND is een performancecollectief, gevestigd in Rotterdam. URLAND werd in 2010 opgericht op de Toneelacademie Maastricht en bestaat uit Thomas Dudkiewicz, Marijn Alexander de Jong en Jimi Zoet.
URLAND is een performancecollectief. URLAND werkt autonoom. URLAND kent geen hiërarchie, er is geen regisseur. URLAND ontwerpt het beeld. URLAND maakt het geluid. URLAND schrijft de tekst. URLAND staat zelf op scène. URLAND experimenteert. URLAND verwijst, citeert en samplet. URLAND ziet technologie als middel, niet als doel. URLAND gelooft in live art in digital times.

## Biografie
URLAND is een Nederlands performancecollectief, opgericht in 2010 aan de toneelacademie Maastricht. Het collectief bestaat uit Thomas Dudkiewicz, Marijn Alexander de Jong en Jimi Zoet. Hun werk kenmerkt zich door een innovatieve en interdisciplinaire benadering, waarbij theater, dans, muziek, beeldende kunst en digitale media worden gecombineerd. URLAND verkent moderne sociale, politieke en culturele thema's en daagt traditionele opvattingen over performance en publieksinteractie uit. Ze gebruiken vaak technologie om de zintuiglijke ervaring te versterken. Hun producties hebben internationale erkenning gekregen.
URLAND maakt radicale, fysieke en beeldende performances zoals De Gabber Opera (2010), UR (2018), en URLAUB (2019). Uitvoeringen vinden plaats in binnen- en buitenland, en zowel in theaters en clubs als op festivals als Lowlands. Inspiratie wordt zowel gevonden in techno en deathmetal als door de grote, epische verhalen uit de wereldliteratuur. Urland probeert de grenzen van de codes en tradities van het theater, de muren, het licht, het repertoire op te rekken.

## Producties
- 2024: "Formerly Known As"
- 2024: "The Last Chapters"
- 2023: "De Eindtijd Revue"
- 2022: "Patroon"
- 2021: "Elckerlijc"
- 2020: "mu' mu' mu'"
- 2020: "Bobby Baxter"

- 2019: ‘’De Internet Trilogie’’
- 2019: ‘’URLAUB’’
- 2018: ‘’De URtriennale 2018’’
- 2018: ‘’UR’’
- 2017: ‘’URLAND presenteert: Bedtime Stories’’
- 2016: ‘’De Internet Trilogie deel III: Internet of Things/Prometheus de Vuurbrenger’’
- 2015: De Internet Trilogie Deel II: EXPLORER/ Prometheus ontketend
- 2015: URLAND PRESENTS 4 NOBLE TRUTHS IN 49 SLIDES
- 2014: De Internet Trilogie Deel I: MS DOS/ Prometheus geketend
- 2014: URLAND presenteert: 1 zoekresultaten
- 2013: Kwartet, een Powerballad (coproductie met Naomi Velissariou)
- 2012: House on Mars: PIXELRAVE (coproductie met Het Huis van Bourgondië)
- 2012: House on Mars
- 2011: De Oktobertragödie (een Komödie)
- 2010: De Gabber Opera